# Skovbakken Volley
Skovbakken Volley – duński klub siatkarski z Risskov. Od sezonu 2010/2011 występuje w najwyższej klasie rozgrywkowej (Elitedivision).

## Rozgrywki krajowe
| Sezon     | Rozgrywki               | Osiągnięcie |
| --------- | ----------------------- | ----------- |
| 2000/2001 | Elitedivision           | 8. miejsce  |
| 2001/2002 | Elitedivision           | 4. miejsce  |
| 2002/2003 | Elitedivision           | 2. miejsce  |
| 2003/2004 | Elitedivision           | 1. miejsce  |
| 2004/2005 | Elitedivision           | 2. miejsce  |
| 2005/2006 | Elitedivision           | 5. miejsce  |
| 2006/2007 | Elitedivision           | 2. miejsce  |
| 2007/2008 | Elitedivision           | 6. miejsce  |
| 2008/2009 | Elitedivision           | 7. miejsce  |
| 2009/2010 | 1. Division Herrer Vest | 1. miejsce  |

## Rozgrywki międzynarodowe
Klub Skovbakken Volley nie występował dotychczas w europejskich pucharach.